# Диксфилд (Мејн)
Диксфилд (енгл. Dixfield) насељено је место без административног статуса у америчкој савезној држави Мејн.

## Демографија
По попису из 2010. године број становника је 1.076, што је 61 (-5,4%) становника мање него 2000. године.
| Група             | 2000.         | 2010.         |
| Белци             | 1.115 (98,1%) | 1.044 (97,0%) |
| Афроамериканци    | 0 (0,0%)      | 1 (0,1%)      |
| Азијати           | 6 (0,5%)      | 2 (0,2%)      |
| Хиспаноамериканци | 3 (0,3%)      | 3 (0,3%)      |
| Укупно            | 1.137         | 1.076         |